# Луїс Адольфо Сілес Салінас
Луїс Адольфо Сілес Салінас (21 червня 1925 — 19 жовтня 2005) — болівійський політичний діяч, президент країни упродовж п'яти місяців з квітня до вересня 1969 року.

## Ранні роки
Народився в Ла-Пасі, син колишнього президента Болівії Ернандо Сілеса Реєса (1926—1930), брат іншого видатного болівійського політика, двічі президента Ернана Сілеса Суасо (1956—1960 та 1982—1985). Вивчав право у рідній країні, також здобув докторський ступінь в Іспанії. Зрештою, Сілес приєднався до Християнсько-демократичної партії, яка підтримала Рене Барр'єнтоса під час виборів 1966 року.

## Віце-президент
Після перемоги Барр'єнтоса на виборах зайняв пост віце-президента в адміністрації останнього.

## Президент
Сілес зайняв посаду глави держави після того, як Барр'єнтос загинув під час падіння вертольота в Кочабамбі 27 квітня 1969 року.
Президентство Сілеса було нетривалим та відзначилось суперечками з могутнім головнокомандувачем збройних сил, генералом Альфредо Овандо Кандіа. Останній мав амбіції стати президентом 1970 року, коли його було висунуто як наступника Барр'єнтоса.
Нарешті, генерал Овандо вирішив не чекати виборів, а замість цього здійснив державний переворот 26 вересня 1969 року.

## Останні роки
Повернувся до країни під час правління Гуго Бансера (1971—1978), відіграв важливу роль у відновленні прав людини. Балотувався на пост президента 1980 року, але не мав належної підтримки виборців. Активно виступав проти диктатури Луїса Меси.
Помер 2005 року в рідному місті.